# تياغو أندريه (لاعب كرة قدم)
تياغو أندريه هو لاعب كرة قدم برتغالي في مركز الدفاع، ولد في 18 يناير 1997 في فيلا دو كوندي في البرتغال. لعب مع نادي ريو أفي.

## وصلات خارجية
- تياغو أندريه (لاعب كرة قدم) على موقع قاعدة بيانات كرة القدم.إي يو (الإنجليزية)
- تياغو أندريه (لاعب كرة قدم) على موقع Soccerway.com (الإنجليزية)
- تياغو أندريه (لاعب كرة قدم) على موقع AS.com (الإسبانية)